# Pierre Finet
Pour les articles homonymes, voir Finet.
Pierre Finet, né à Lyon le 12 février 1893 et mort à Lausanne le 16 mai 1962, est un prêtre jésuite français, Compagnon de la Libération et deux fois décoré de la croix de guerre.

## Biographie
Pierre Finet appartient à une famille de la bourgeoisie catholique lyonnaise. Son père est homme d'affaires. Pierre est l'aîné de six enfants. L'un de ses frères cadets, Georges Finet, deviendra un prêtre séculier connu pour son rôle auprès de Marthe Robin. L'une de ses sœurs entrera dans les ordres.
Après son baccalauréat, Pierre Finet étudie pendant deux ans au séminaire d'Issy-les-Moulineaux et entre dans la Compagnie de Jésus en octobre 1911.

### Première Guerre mondiale
En mars 1915, il part pour le front de Champagne. Il gagne sa première citation à l'ordre de la 68e Division d'infanterie et sa première croix de guerre pour avoir assuré les liaisons téléphoniques et réparé les lignes détruites sous des tirs de barrages violents. Puis il rejoint l'armée d'Orient et la Serbie. 
Il reprend ensuite ses études au scolasticat jésuite de Jersey, puis à celui de Hastings. Il est ordonné prêtre le 24 août 1924.

### Seconde Guerre mondiale
Lors de l'armistice de juin 1940, il ne se résigne pas et se rend aussitôt au Caire, où il s'engage dans les Forces françaises libres. Il est bientôt nommé aumônier sous-lieutenant au 1er Bataillon d'infanterie de marine. Comme aumônier mais aussi comme officier de liaison, il participe à la première campagne de Libye, puis aux opérations de Syrie en juin 1941.
Le 10 août 1942, Pierre Finet est décoré de la croix de la Libération par le général de Gaulle en Égypte.
Ensuite, au Liban, il est nommé aumônier des Forces aériennes françaises libres.
Après le Débarquement, il reprend son existence de prêtre à Beyrouth jusqu'en 1950.
Revenu en France, Pierre Finet anime des cercles d'anciens combattants de la Résistance et de la France libre dans la région de Lyon.

## Distinctions
- Chevalier de la Légion d'honneur
- Compagnon de la Libération par décret du 7 mars 1941[1]
- Croix de guerre 1914–1918
- Croix de guerre 1939–1945
- Médaille coloniale avec agrafes Libye et Tunisie
- Médaille interalliée de la Victoire

### Sources bibliographiques
- « Pierre Finet », dans Vladimir Trouplin, Dictionnaire des Compagnons de la Libération, Bordeaux, Elytis, 2010 (lire en ligne).
- Étienne Fouilloux, Bernard Hours et al., Les Jésuites à Lyon, XVIe – XXe siècles, Lyon, Éditions de l’École normale supérieure, 2005, p. 201